# Bjälverud
Bjälverud is een plaats in de gemeente Sunne in het landschap Värmland en de provincie Värmlands län in Zweden. De plaats heeft 62 inwoners (2005) en een oppervlakte van 34 hectare. De plaats ligt iets ten westen van het meer Övre Fryken.